# Smooth jazz
Smooth jazz – typ muzyki, który łączy ze sobą instrumenty (czasami improwizacje) tradycyjnie połączone z jazzem oraz style takie jak funk, pop i R&B[niewiarygodne źródło?]. W latach 80. zdobył ogromną popularność w amerykańskich stacjach radiowych. W Polsce smooth jazz był promowany przez Marka Niedźwieckiego podczas audycji Smooth Jazz Cafe na antenie Programu III Polskiego Radia. Gatunek często krytykowany przez ortodoksyjnych fanów jazzu[niewiarygodne źródło?].

## Geneza i początki gatunku
Smooth jazz – w formie jaką znamy dziś – pojawił się na muzycznej scenie w drugiej połowie lat siedemdziesiątych. Pierwszymi artystami poruszającymi się w tym stylu byli Grover Washington Jr., Spyro Gyra oraz Pieces of a Dream. Wywodził się on z już istniejących stylów, włączając jazz fusion. Smooth jazz jednak skupia się na melodii, a nie – jak ten ostatni – na improwizacjach.
Korzeni tego gatunku można szukać w późnych latach 60., kiedy gitarzysta Wes Montgomery wraz ze słynnym producentem Creedem Taylorem nagrali trzy albumy ("A Day in the Life" i "Down Here on the Ground" w 1967 roku oraz "Road Song" w 1968) składające się z instrumentalnych wersji podobnych do siebie piosenek pop takich jak "Eleanor Rigby", "I Say a Little Prayer for You" i "Scarborough Fair". Nagrania z tej sesji, skierowane do słuchaczy popu tak jak do fanów jazzu, są często uważane za istotny wczesny smooth jazz.

## Opis
Typowa smoothjazzowa piosenka jest utrzymana w downtempo (większość utworów jest grana w przedziale 90–105 BPM), skupia się na jednym instrumencie grającym główną melodię (najczęściej wykorzystywana jest kombinacja saksofon + gitara), a muzyczne tło stanowi rytm oraz pady lub sample.

## Przedstawiciele gatunku
Artyści i zespoły, którzy zdobyli sławę w smooth jazzie zmierzali do prowadzenia melodii w taki sposób, by móc ich rozpoznać po paru taktach. Dobrym tego przykładem jest saksofonista David Sanborn oraz gitarzyści Craig Chaquico i Peter White. Niektórzy, np. Dave Koz zasłynęli dzięki duetom z największymi gwiazdami gatunku. Polskim przedstawicielem smooth jazzu jest saksofonista Marcin Nowakowski.

## Podgatunki
Często spotykaną odnogą smooth jazzu jest urban jazz, który łączy z sobą elementy hip-hopu[niewiarygodne źródło?]. Styl obrał sobie za cel dotarcie do ludzi słuchających radiostacji związanych z hip-hopem i R&B. Muzycy grający w tym podgatunku to np: Dave Koz, Boney James, Paul Jackson Jr.
Innym trendem w smooth jazzie jest łączenie jazzu i elektroniki, w wyniku której powstaje muzyka podobna do chilloutu.

## Kontrowersje
Smooth jazz jest kontrowersyjnym pojęciem. Niektórzy miłośnicy jazzu twierdzą, że smooth jazz nie ma żadnego związku z samym jazzem[niewiarygodne źródło?], nazywając go elevator music lub dinner jazz.
Inni twierdzą, że jest to niezależny podgatunek jazzu, który łączy w sobie tradycyjne cechy stylu matki oraz nowoczesne brzmienia takie jak R&B. Co więcej, uznani przez publiczność muzycy – jak Pat Metheny, David Sanborn czy Marcus Miller – często bywają kojarzeni właśnie ze smooth jazzem.

## Albumy definiujące gatunek
- Promise - Sade
- First Wish – Chris Botti
- Letter to Evan – David Benoit
- Tourist in Paradise – The Rippingtons
- Double Vision – Bob James i David Sanborn
- Rise – Herb Alpert
- Morning Dance – Spyro Gyra
- Breezin' – George Benson
- Feels So Good – Chuck Mangione
- Festival – Lee Ritenour
- Fourplay – Fourplay
- Rapture – Anita Baker
- Rapture – Bradley Joseph
- Winelight – Grover Washington Jr.
- Love's Silhouette – Pieces of a Dream
- Smooth Night – Marcin Nowakowski
- Just Between Us - Norman Brown